# Fährhaus Deichstraße 1
Das ehemalige Fährhaus Deichstraße 1 am Osteufer auf der Deichkrone neben der Schwebefähre Osten in der niedersächsischen Samtgemeinde Land Hadeln, Gemeinde Osten im Landkreis Cuxhaven, stammt aus der Mitte des 18. Jahrhunderts. Aktuell (2024) wird es als Hotel und Gasthaus Fährkrug genutzt.
Das Gebäude steht unter Denkmalschutz (siehe auch Liste der Baudenkmale in  Osten (Oste)).

## Geschichte und Beschreibung
Nach Abriss einer maroden Vorgängerkirche von 1396 entstand die barocke Kirche St. Petri (1747) und am Markt war eine rege Bautätigkeit. Am Platzrand zwischen Am Markt, Fährstraße, Kirchstraße und Deichstraße stehen heute u. a. Gasthaus Am Markt 1 (um 1820), Wohnhaus Am Markt 2 (um 1800, heute Café), Wohn- und Geschäftshaus Am Markt 3 (um 1908), Schule Am Markt 5 (um 1750), Fährhaus Deichstraße 1 (1764), Wohnhaus Deichstraße 6 (1828), Pfarrhaus Deichstraße 7 (1728), Wohnhaus Deichstraße 8 (um 1860), Speicher Deichstraße 10 (um 1860), Wohnhaus Deichstraße 14 (1893), Wohnhaus Deichstraße 16 (um 1800), Speichergebäude Fährstraße 8b (Kulturmühle) und Gemeindehaus Fährstraße 10 (nach 1971).

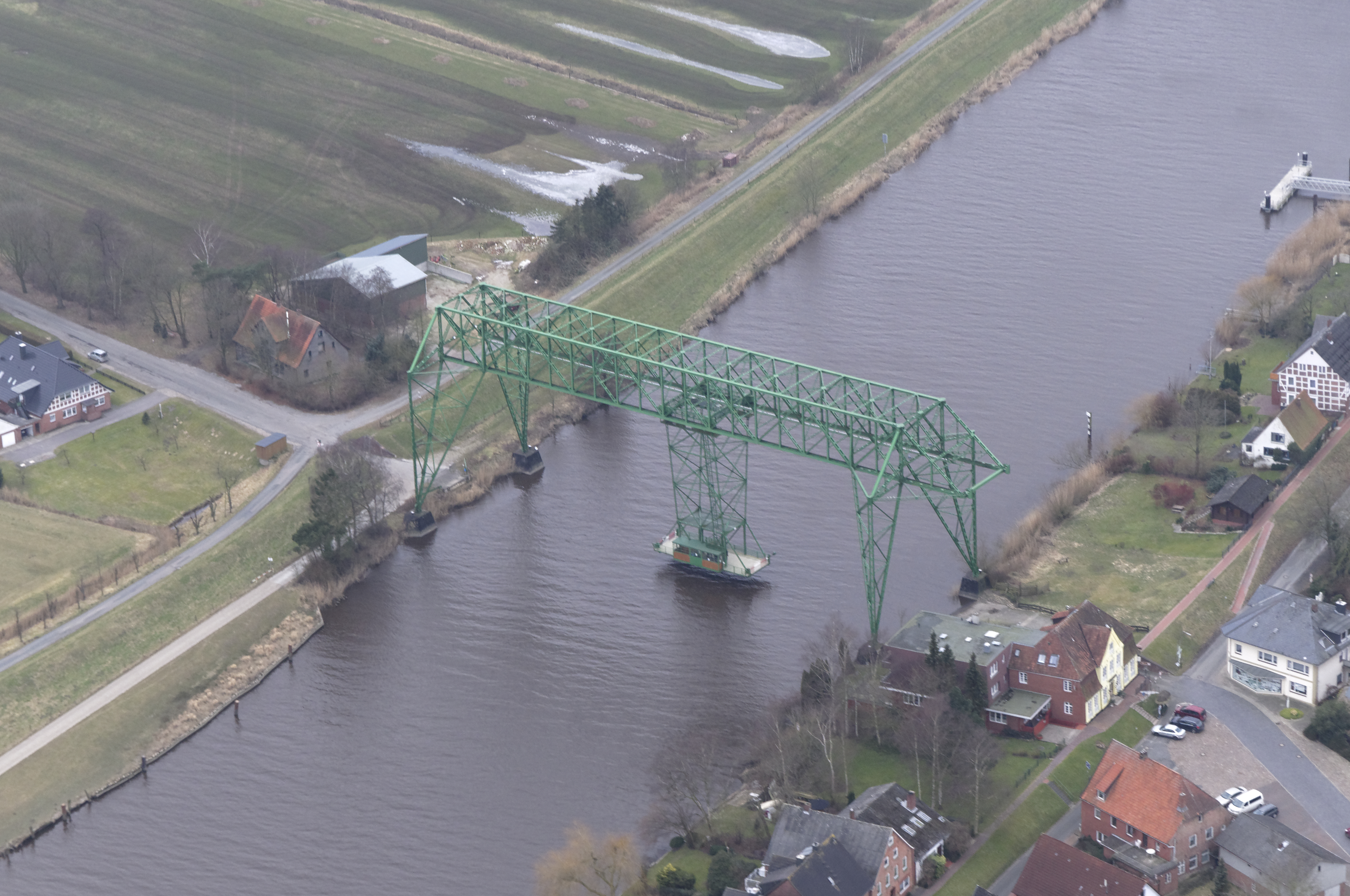
Oste, Fährhaus und Schwebefähre

Das eingeschossige traufständige Gebäude in Backstein mit hohlpfannengedecktem Walmdach und Pultdach sowie segmentförmigen Fenstern, wurde 1764 (Inschrift) gebaut. An der nordöstlichen Traufseite gliedert ein mittiger dreiachsiger Giebelrisalit das Haus mit dem mittigen Haupteingang mit einer zweiflügeligen Holztür. Straßenseitig führen zwei Treppen auf die Deichkrone zum Erdgeschoss. Trauf- und Walmgesimse sind profiliert. Im nordöstlichen Innenraum ist eine Stuckdecke erhalten. Moderne Anbauten nach Südwesten stammen aus den 1970er-Jahren.
Das Landesdenkmalamt befand u. a.: „… Hier befand sich ehemals eine Schiffsfähranlage, die durch die 1909 errichtete Schwebefähre ersetzt wurde. … Das Gebäude steht somit historisch und städtebaulich in enger Verbindung zum Technikdenkmal Schwebefähre.“
Die im Haus ansässige Fördergesellschaft zur Erhaltung der Schwebefähre Osten–Hemmoor kümmert sich um die Schwebefähre und hält den Betrieb täglich von April bis Oktober ehrenamtlich aufrecht.